# Gilgamesh (Franco Battiato)
Gilgamesh è una sorta di opera in due atti, realizzata da Franco Battiato, e pubblicata il 4 dicembre 1992 per l'etichetta EMI. 

## Descrizione
Venne prodotta da Enrico Maghenzani, registrata ai Forum Studios (Roma), ai Logic Studio (Milano), ed ai Real World Studios di Wiltshire, in Inghilterra.
È un'opera narrante la vita dell'omonimo re sumero.
La prima dell'opera si tenne al Teatro dell'Opera di Roma il 5 giugno 1992.
Nella copertina del disco vi è un particolare da un dipinto di Süphan Barzani, pseudonimo dello stesso Battiato.

## Tracce
Musiche e arrangiamenti di Franco Battiato e Giusto Pio.
1. Ouverture - 5:16
Primo atto
2. Pianoforte - 1:32
3. Il Re di Uruk - 1:20
4. Balletto - 7:00
5. Era felice - 3:38
6. Enkidu muore - 2:00
7. Romanza - 1:53
8. Primo Viaggio - 3:27
9. Secondo Viaggio - 1:56
10. Terzo Viaggio - 1:18
11. Quarto Viaggio - 3:13
12. Siduri - 1:31
13. Acque Letali - 0:50
14. Il Diluvio - 2:38
15. Liberai una Colomba - 0:41
16. Danza a Corte - 1:18
17. Danza a Corte - 1:46
18. Morte di Gilgamesh - 2:50
Secondo atto
19. Pater Noster - 3:37
20. Sette Sufi - 4:14
21. Solo - 4:40
22. Preparazione Alla Danza - 4:51
23. Danza Sacra - 5:15
24. Exultet - 5:44

## Dischi
- 1992 – Franco Battiato, Gilgamesh,  (triplo), EMI classics 0777 7 54759 2 0, Italia
- 1992 – Franco Battiato, Gilgamesh,  (doppio), EMI classics 7 54759 1, Italia
- 1992 – Franco Battiato, Gilgamesh,  (doppio), EMI classics 7 54759 4, Italia

## Musicisti
- Franco Battiato - voce
- Juri Camisasca - voce
- Giusto Pio - maestro alla concertazione
- Filippo Destrieri - tastiera, programmazione
- Angelo Privitera - tastiera, programmazione
- Steven Roach - tastiere, programmazione
- Akemi Sakamoto - mezzo soprano
- Giorgio Cebrian - baritono
- Monica Fiorentini - voce recitante
- Saro Cosentino - voce recitante
- Orchestra e Coro del Teatro dell'Opera di Roma
- Antonio Ballista - maestro concertatore e direttore
- Paolo Vero - maestro del coro
- Giovane Quartetto Italiano
- Ensemble di fiati de I Virtuosi Italiani